# Alfred Bickel
Alfred Bickel, també referit com Fredy Bickel (12 de maig, 1918 a Eppstein, Alemanya - 18 d'agost, 1999) fou un futbolista i entrenador de futbol suís.
Va jugar de davanter al Grasshopper-Club Zürich i a la selecció de Suïssa, amb la qual va prendre part a les fases finals de la Copa del Món de Futbol de 1938 i 1950.
Jugà un total de 405 partits i marcà 202 gols a la primera divisió suïssa entre 1935 i 1956, període en el qual guanyà 7 lligues i 9 copes amb el Grasshopper.
Amb la selecció suïssa jugà entre 1936 i 1954 un total de 71 partits on marcà 15 gols, inclòs un en la victòria de Suïssa enfront l'Alemanya Nazi al Mundial de 1938.
Té el curiós rècord del període més llarg entre dos partits disputats a un Mundial de futbol (12 anys i 13 dies), i és un dels dos futbolistes han participat en un Mundial abans i després de la II Guerra Mundial, l'altre és el suec Erik Nilsson.